# Турдыбеков, Пулат
Пулат Турдыбеков (1893 год, аул Чаукеншек, Туркестанский край, Российская империя — 1961 год) — колхозник, коневод, Герой Социалистического Труда (1949).

## Биография
Родился в 1893 году в ауле Чаукеншек (сегодня — Ташкентская область, Узбекистан). В 1932 году вступил в колхоз имени III Интернационала Южно-Казахстанской области. Трудился в этом колхозе табунщиком. В 1942 году вступил в колхоз, который был создан в его родном ауле. Позднее этот колхоз стал называться колхозом «Узбекистан». Узбекской ССР. Трудился в этом колхозе до своей смерти в 1961 году.
В 1948 году вырастил 21 жеребёнка от 21 конематок. За этот доблестный труд был удостоен в 1949 году звания Героя Социалистического Труда.

## Награды
- Герой Социалистического Труда — указом Президиума Верховного Совета СССР от 12 июля 1949 года;
- Орден Ленина (1949);